# Falvaterra
Falvaterra är en ort och kommun i provinsen Frosinone i regionen Lazio i Italien. Kommunen hade 545 invånare (2018).